# Ernst Flatow

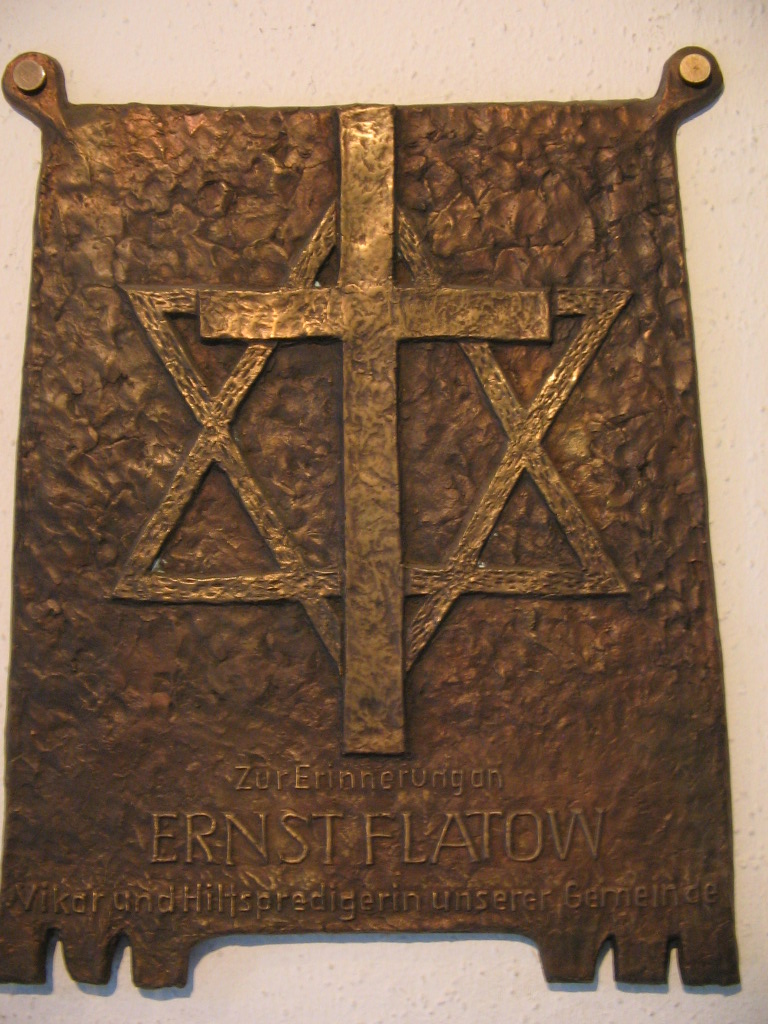
Gedenkplakette in der Friedenskirche Köln-Ehrenfeld, wo er als Vikar tätig war

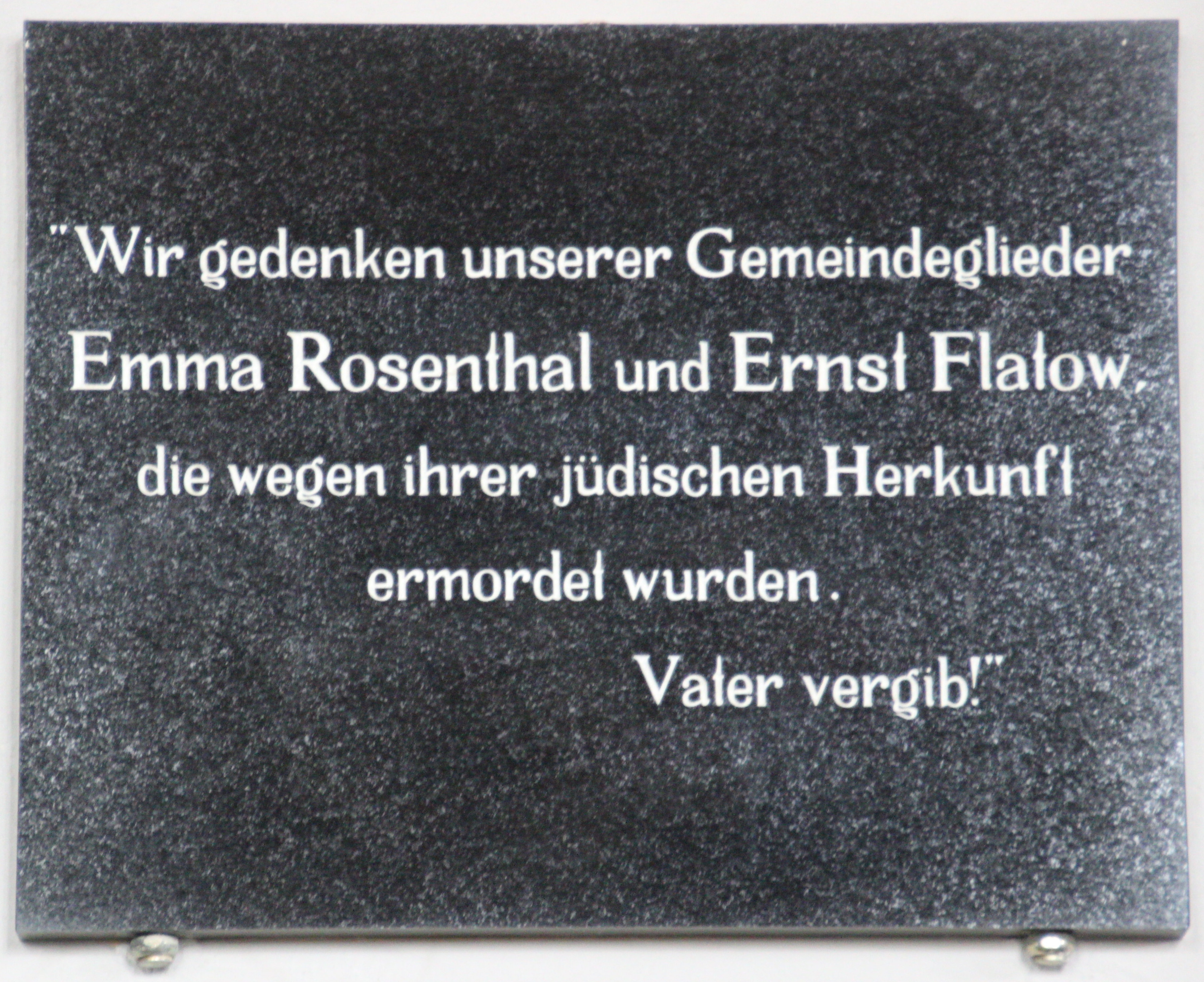
Gedenktafel in der Kirche von Hohen Neuendorf

Ernst Flatow (* 26. Juni 1887 in Berlin; † 1942 im Warschauer Ghetto) war ein deutscher evangelischer Pfarrer jüdischer Herkunft, Gegner des Nationalsozialismus, Krankenhaus-Seelsorger und Opfer des Holocaust.

## Leben
Flatow, Sohn des Fabrikanten Max Flatow und dessen Ehefrau Hedwig, besuchte Gymnasien in Berlin, Groß-Lichterfelde und Fürstenwalde/Spree, wo er 1907 sein Abitur bestand. Anschließend meldete er sich zu einem Einjährigen-Freiwilligen-Dienst im Infanterieregiment Nr. 136 in Straßburg. Danach studierte er Jura, Geschichte, Philosophie, Philologie und Nationalökonomie in Straßburg, Heidelberg, Berlin, Jena und Freiburg und Rostock. Seit langem durch die Lektüre Kierkegaards bewegt, ließ er sich 1913 durch Professor Gustav Kawerau taufen und begann ein Theologiestudium in Berlin. Von 1914 bis 1918 wurde er als Heeressoldat zum Ersten Weltkrieg eingezogen, wurde zum Feldwebel befördert und für „besondere Tapferkeit“ vor Verdun mit dem Eisernen Kreuz ausgezeichnet. Nach dem Ende des Krieges trat er in die Deutschnationale Volkspartei (DNVP) ein und nahm einen Dienst bei der Inneren Mission als „Oberhelfer“ im Rauhen Haus von Hamburg auf. 1920 setzte er sein Theologiestudium in Rostock und Berlin fort, hängte 1921 einen Kursus als Werkstudent an und absolvierte 1926 sein Erstes Theologisches Examen in Berlin. 1927 begann er sein Vikariat in der evangelischen Gemeinde von Köln-Ehrenfeld und tat als Hilfsprediger seelsorgerischen Dienst. 1928 folgte die Ablegung seines Zweiten Theologischen Examens und seine Ordination. Die beabsichtigte Promotion zum Dr. theol. wurde ihm von der Provinzialkirche jedoch nicht ermöglicht. Statt in einem kirchlichen Pfarramt arbeitete er ab Ende 1928 im Dienst der Stadt Köln als Krankenhaus-Seelsorger.
Im Januar 1933 erfuhr Flatow von dem Geheimgespräch zwischen Hitler und von Papen, das am 4. Januar, noch vor der Machtübertragung an die NSDAP, in der Wohnung des Bankiers Schröder stattgefunden hatte. Hierbei hatte Hitler die Entfernung aller Sozialdemokraten, Kommunisten und Juden aus führenden Stellungen angekündigt. Am Tag seiner Ernennung  zum Reichskanzler, am 30. Januar 1933, erklärte Flatow: „Jetzt sind wir Juden dran!“ Im März 1933 wurde ihm von der Stadt Köln gekündigt. Die zuständigen Stellen der rheinischen Provinzialkirche verweigerten ihm jedoch die Übernahme in ein Pfarramt oder die vorzeitige Versetzung in den Ruhestand. Am 10. November 1933 entließ der Präsident des altpreußischen Evangelischen Oberkirchenrats zu Berlin, Friedrich Werner, den ersten Pfarrer jüdischer Herkunft, Ernst Flatow. Die Begründung lautete:

„Flatow hat in seinem Äußeren und seinem Wesen so sehr in die Augen springend diejenigen Merkmale an sich, die von dem Volke als der jüdischen Rasse eigen angesehen werden, daß eine Beschäftigung in einer Gemeinde unmöglich ist.“

Im Januar 1941 fand Flatow Aufnahme bei seinem Freund Pfarrer Hermann Lutze in Wuppertal, lebte ab April gleichen Jahres in Hohen Neuendorf. Durch Vermittlung des dortigen Pfarrers Hugo Rosenau fand er ab 1. Dezember Aufnahme bei Paul Braune in Lobetal, wo er als Krankenhausseelsorger arbeitete. Nachdem ein Kölner Pfarrer auf Anfrage dem Konsistorium der Rheinprovinz den Aufenthaltsort Flatows mitgeteilt hatte, wurde er am 13. April 1942 zusammen mit allen anderen Juden von Lobetal ins Warschauer Ghetto deportiert, wo er beim Bau der Ghettomauern eingesetzt wurde. Hierbei fand er den Tod.

## Gedenken
- Flatow zum Gedenken benannte die  Evangelische Kirchengemeinde Ehrenfeld das 2011 errichtete Zentrum des Gemeindebezirks Alt-Ehrenfeld in Ernst-Flatow-Haus.[4] In Köln-Ehrenfeld ist eine Straße nach ihm benannt[5] und in der Ehrenfelder Friedenskirche erinnert eine von Willi Briant gestaltete Gedenktafel an Flatow.
- In der Kirche von Hohen Neuendorf hängt an einer Empore eine Gedenktafel, auf der die Kirchengemeinde um Vergebung bittet für den Tod des judenchristlichen Pfarrers, der 1941 in ihrer Gemeinde gelebt hat, bevor er 1942 im Warschauer Ghetto ums Leben gekommen ist.